# Kalidasa lanata
Kalidasa lanata är en insektsart som först beskrevs av Dru Drury 1773.  Kalidasa lanata ingår i släktet Kalidasa och familjen lyktstritar. Inga underarter finns listade i Catalogue of Life.